# تايرون ناش
تايرون نـاش (24 سبتمبر 1988 في الولايات المتحدة - ) (بالإنجليزية: Tyrone Nash)‏ هو لاعب كرة سلة أمريكي في مركز هجوم قوي الجسم. لعب مع Notre Dame Fighting Irish men's basketball ‏.

## وصلات خارجية
- تايرون نـاش على موقع كرة السلة الأوروبية.كوم (الإنجليزية)
- تايرون نـاش على موقع كلية كرة السلة في سبورتس رفرنس.كوم (الإنجليزية)
- تايرون نـاش على موقع ريلجم (الإنجليزية)
- تايرون نـاش على موقع بروبوليرز (الإنجليزية)
- تايرون نـاش على موقع سبورتس رفرنس (الإنجليزية)